# エサウ・ガルシア・アルバレス
エサウ・ガルシア・アルバレス（Esau Garcia Alvarez、1987年1月2日 - ）は、スペインのサッカー選手。ジュニア時代はスペインのレアル・サラゴサに所属していた。2009年からはリトアニアのAリーガに所属するFKスードゥヴァ・マリヤンポレでプレーした。

## 所属クラブ
- 2005年 - 2008年  レアル・サラゴサ B
- 2008年 - 2009年  CDロケタス
- 2009年 - 2010年  FKスードゥヴァ・マリヤンポレ
- 2010年 - 2012年  クルトゥラル・レオネサ
- 2012年 -  CDラ・ビルヘン・デル・カミーノ

| スタブアイコン | サブスタブ | この項目は、まだ閲覧者の調べものの参照としては役立たない、サッカー選手に関連した書きかけの項目です。この項目を加筆・訂正などしてくださる協力者を求めています（P:サッカー/PJ:サッカー選手/PJ:女子サッカー）。 |